# Ptisana melanesica
Ptisana melanesica là một loài dương xỉ trong họ Marattiaceae. Loài này được see Kuhn, Friedrich Adalbert Maximilian `Max' Murdock mô tả khoa học đầu tiên năm 2008.